# Strój górali podhalańskich

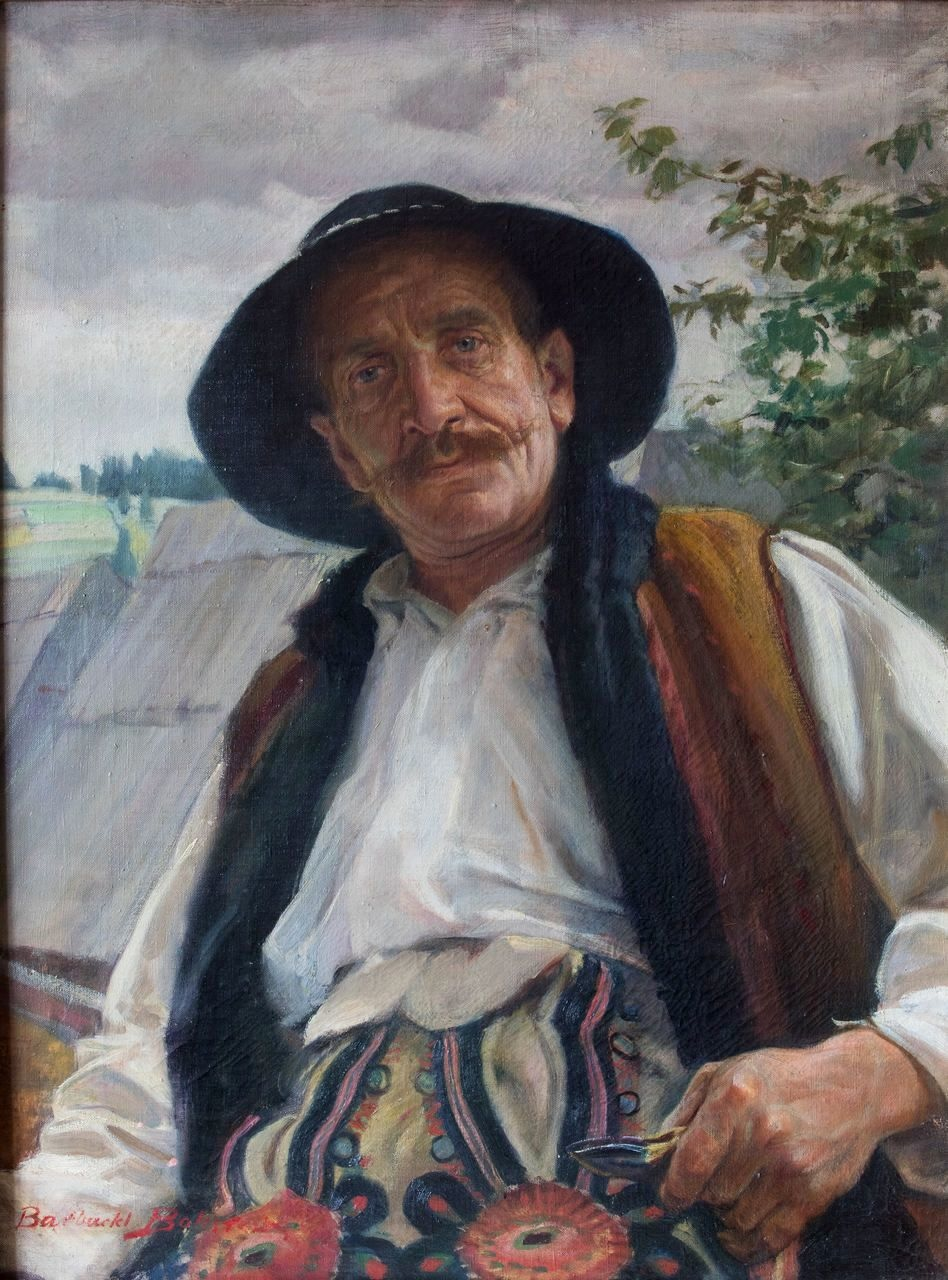
Baca z Białego Dunajca – Bolesław Barbacki. Obraz przedstawia mężczyznę w stroju podhalańskim

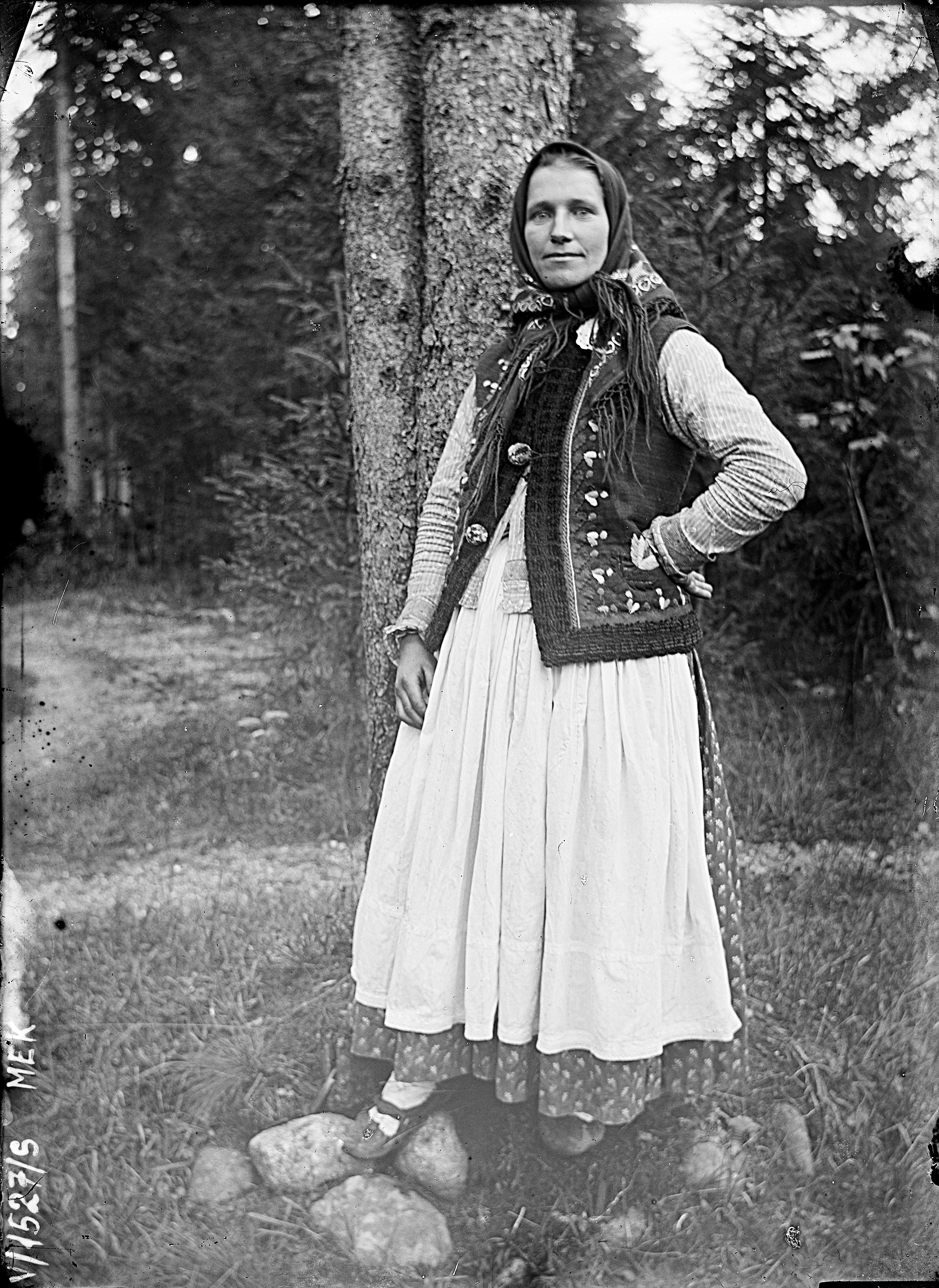
Góralka z Podhala, koniec XIX wieku

Strój górali podhalańskich – strój polskich górali zamieszkujących obszar Podhala w polskiej części Tatr. Spopularyzowany przez kulturę popularną. Strój górali podhalańskich bywa często przedstawiany jako reprezentatywny dla wszystkich grup góralskich. Jest to mylne postrzeganie, ponieważ pozostałe społeczności zamieszkujące Karpaty posiadają własne, odmienne stroje regionalne, odzwierciedlające ich lokalną kulturę.

## Strój męski

### Kapelusz

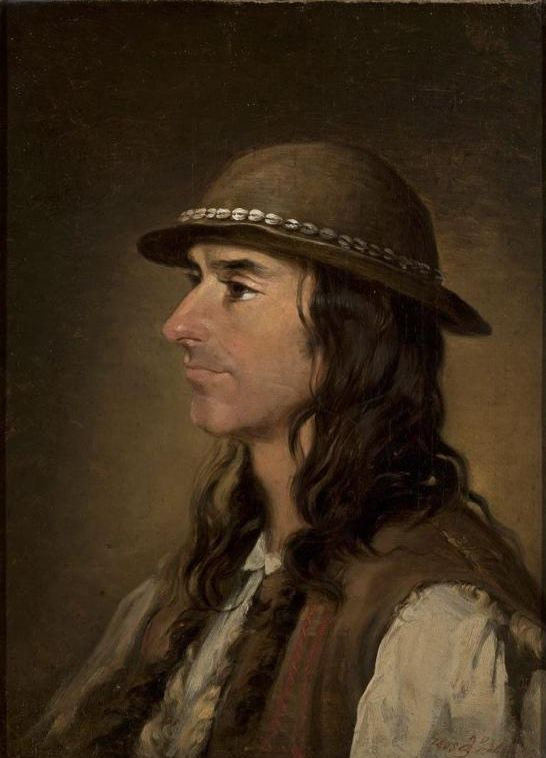
Andrzej Grabowski, Popiersie górala Michała Walczaka-Gąsienicy – kapelusz góralski (kłobuk)

Typowym nakryciem głowy w męskim stroju górali podhalańskich jest charakterystyczny kapelusz, tzw. kłobuk. Wykonywany jest z czarnego filcu, charakteryzuje się małą główką i opadającym rondem zwanym „skrzelami” lub „krymką”. Rozmiary ronda ulegały zwężeniu na przestrzeni lat. Obecnie modne są kapelusze z szeroką krymką, nawiązujące do mody XIX-wiecznej. Do główki kapelusza doczepiano rozmaite przypinki posiadające symboliczne funkcje. Zatykano je za tzw. „kostki”, które stanowił wąski pasek skóry z przymocowanymi drobnymi kośćmi zwierząt: wilczymi zębami, czy pazurami niedźwiedzimi. Od XIX wieku popularnością cieszyły się kapelusze ozdobionymi muszelkami kauri (porcelanki). Ozdobę kapelusza oprócz roślin, stanowiła często upięta sierść zwierząt (kozicy, dzika, jelenia) – tzw. „kistka” lub „kiecka”. Najpopularniejszym i archaicznym zwyczajem było strojenie kapeluszy ptasimi piórami. W czasach gdy kupowano je na jarmarkach, rozmiar i gatunek piór zaświadczał o statusie materialnym. Najbardziej pożądane były pióra orła przedniego, używano także piór innych ptaków drapieżnych i cietrzewi.
Kapelusze impregnowano często tłuszczem zwierzęcym, co zapewniało nieprzemakalność. W zimie zakładano również skórzane czapki wykończone runem – „kłobuki” i baranice -„barankule”.

### Koszula
Archaiczne koszule miały krój poncza podłużnego, były rozcięte z przodu i zakończone poprzecznym prostokątem tkaniny tzw. „prowdom”. Koszule takie zapinano metalową spinką. W drugiej połowie XIX wieku pojawił się krój przyramkowy. Rękawy koszul ściągano w mankiet. Stójkę wokół szyi zastąpiono kołnierzykiem. Pod koniec XIX wieku pojawiła się moda na haftowanie kołnierzyka i gorsu, i mankietów białym haftem atłaskowym. Obecnie koszule ozdabiane są haftem maszynowym.

### Spodnie (portki)
Podhalańskie spodnie – tzw. portki sukienne są skrojone w taki sposób, że szew z jednej nogawki przechodzi z tyłu łukiem na drugą nogawkę. Inną charakterystyczną cechą są dwa rozpory – „przypory” z przodu spodni, które zasłaniają z przodu, wypuszczone na zewnątrz dwie klapy tzw. „zołykace”. Podhalańskie portki można podzielić na dwa fasony. „Rurki” – obcisłe, z wąsko krojonymi nogawkami, zakończonymi tuż nad kostką. Druga forma tzw. „zastrzygi” posiada długą nogawkę, która zasłania stopę. Dół nogawki posiada często metalowe haftki, które umożliwiają zapięcie. W latach 30. XX wieku pojawiła się moda na wpuszczanie zastrzyg w kierpce, wtedy to pojawiła się również pięta z tyłu nogawki mocująca spodnie w bucie. Obecnie krój portek zależy od indywidualnych preferencji zamawiającego i umiejętności krawca.
Najstarsze formy portek nie posiadały wyszywanych ornamentów, jedynie lampasy biegnące wzdłuż bocznych szwów nogawek. Charakterystyczne dla górali podhalańskich wzór parzenic ukształtował się w drugiej połowie XIX wieku. Rozkwit hafciarskich zdobień na portkach przypada na lata 20.- 30. XX wieku.

### Cucha (gunia)
Cucha inaczej zwana gunią miała krój poncza poprzecznego. Do XIX wieku dominowały cuchy w kolorach ciemnych, szyte z burego sukna. Zakładano je zarówno wpuszczając rękawy, jak i „na hajtas” – luźno zarzucone na ramiona i zapinano pod szyją łańcuszkiem lub rzemieniem. Długość cuchy zależała od wielości kuponu sukna i zazwyczaj sięgała do pół uda. Cuchy z jasnego sukna swoją popularność zdobyły w czasie gdy strój góralski zyskał status odświętnego. W latach 20.-30. pojawiły się na niej kolorowe wyszycia, a wiązanie pełniła czerwona wstążka. Cuchy były popularnym nakryciem przewodników górskich. Obecnie cuchę szyje się zazwyczaj do ślubu, nosi się w niej do chrztu dzieci. Biała cucha noszona jest także na najważniejsze święta kościelne: pasterkę, rezurekcję, lub na procesję Bożego Ciała. 

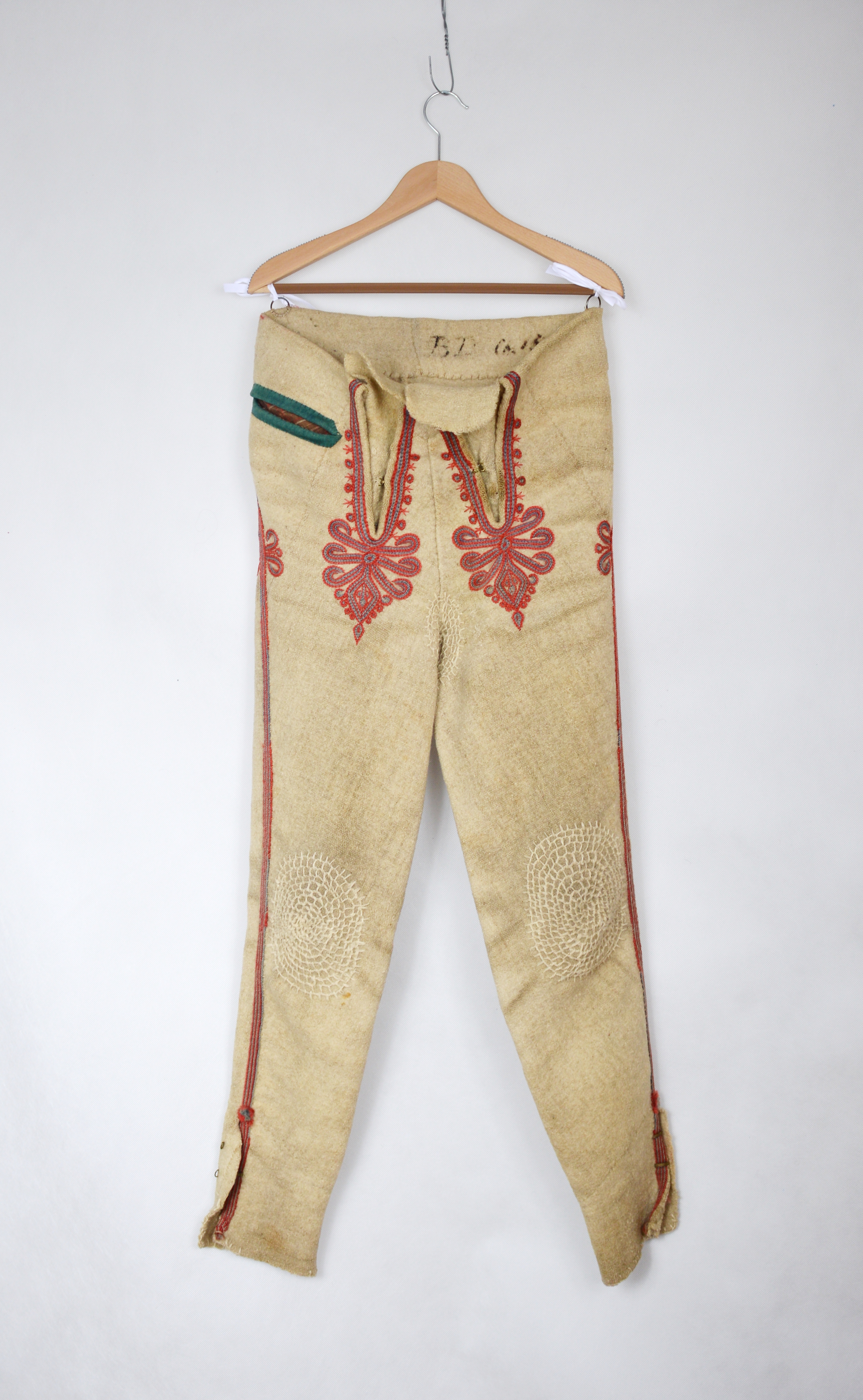
Spodnie górali podhalańskich – tzw. portki

### Serdak
Najstarsze serdaki, były wykonane z trzech kawałków niebarwionej owczej skóry. Długością sięgały pasa. W XIX wieku rozpowszechniły się „cyrwone serdaki” szyte z wyprawianej na brązowo skóry. Nazywano je liptowskimi (od Liptowa na Słowacji, miejsca znanego z wyrobów kuśniersich). Wyróżniała je bogata ornamentyka zdobnicza, którą stanowiły kwiatowe aplikacje z czerwonego safianu. Dodatkową ozdobą były pomponiki z włóczki mocowane na skórzanych guzikach zapinanych na spreparowanych jelitach baranich. W latach 30. XX wieku obszycia barankowe zastąpił czarny karakuł. Krój i używanie serdaków zachowało się do czasów obecnych.

### Kożuch
Pierwotnym sposobem preparowania skór na kożuchy było wędzenie ich w szałasach, w efekcie czego nie poddawały się garbowaniu. Archaiczny krój kożucha było zbliżony do ponczo podłużnego. W środkowej części skóry wycinano otwór na głowę, a jedną dłuższą część rozcinano od otworu do końca i umieszczano rzemyki do wiązania. Bardziej skomplikowany krój (pięciodzielny, zderzany w pasie) miały białe kożuchy wyrabiane od XIX wieku do 1939 r. w Białce. Ten typ kożucha zwany „białczańskim” cieszył się dużą popularnością na całym Podhalu.

### Pasy
Pas bacowski zwany był „juhaskim”, „zbójnickim” lub „liptowskim” ze względu na jego pochodzenie. Wykonywany był ze skóry bydlęcej. Zdobiono go za pomocą wytłaczania sztancą. Pas posiadał przednią kieszonkę nabijaną monetami lub ćwiekami. Zapinano go na mosiężne sprzączki i rzemienie. Liczba klamer sięgała od 3 do 5. Pas liczył od 15 do 30 cm szerokości. Inną formą pasa jest „opasek gazdowski”, znacznie węższy i dłuższy od bacowskiego. Na całej długości nabijany jest metalowymi ćwiekami. Noszony zazwyczaj przez dojrzałych mężczyzn.

### Buty
Podstawowym obuwiem góralskim były kierpce. Pod koniec XIX wieku zamożniejsi górale zaczęli nosić miejskie trzewiki wiązane po kostkę. W tym samym okresie z Austro-Węgier sprowadzano skórzane buty z cholewami o miękkiej kostce. W użyciu były również oficerki tzw. „buty polskie”, które ozdabiano karbowaniem w miejscu zgięcia kostki, w ich cholewy wpuszczano portki. Pod wpływem wymienionych modeli butów zmianie uległy kierpce podhalańskie, które obecnie, w przeciwieństwie do innych regionów góralszczyzny posiadają grubą skórzaną podeszwę i obcas.

#### Galeria

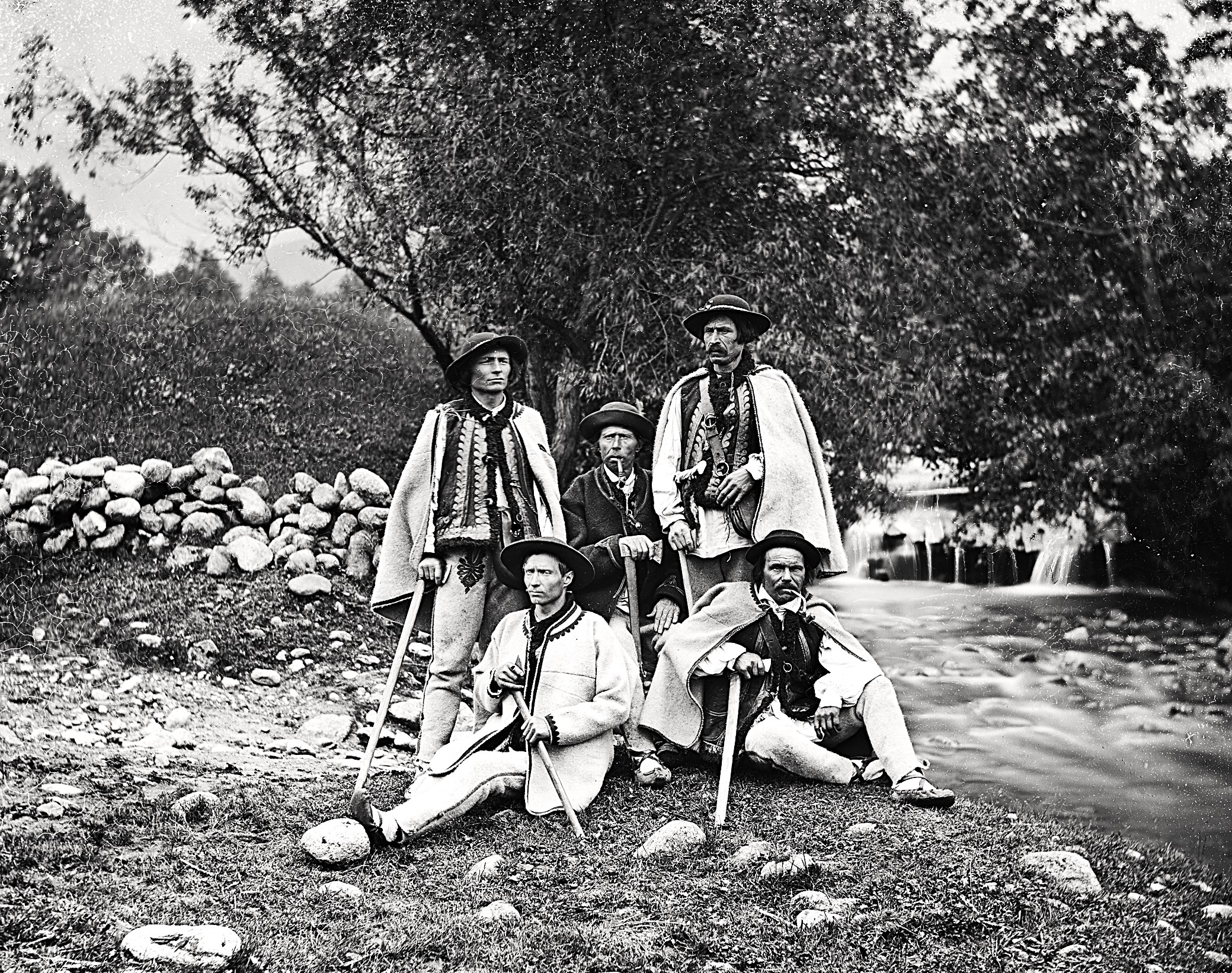
Przewodnicy tatrzańscy, XIX wiek
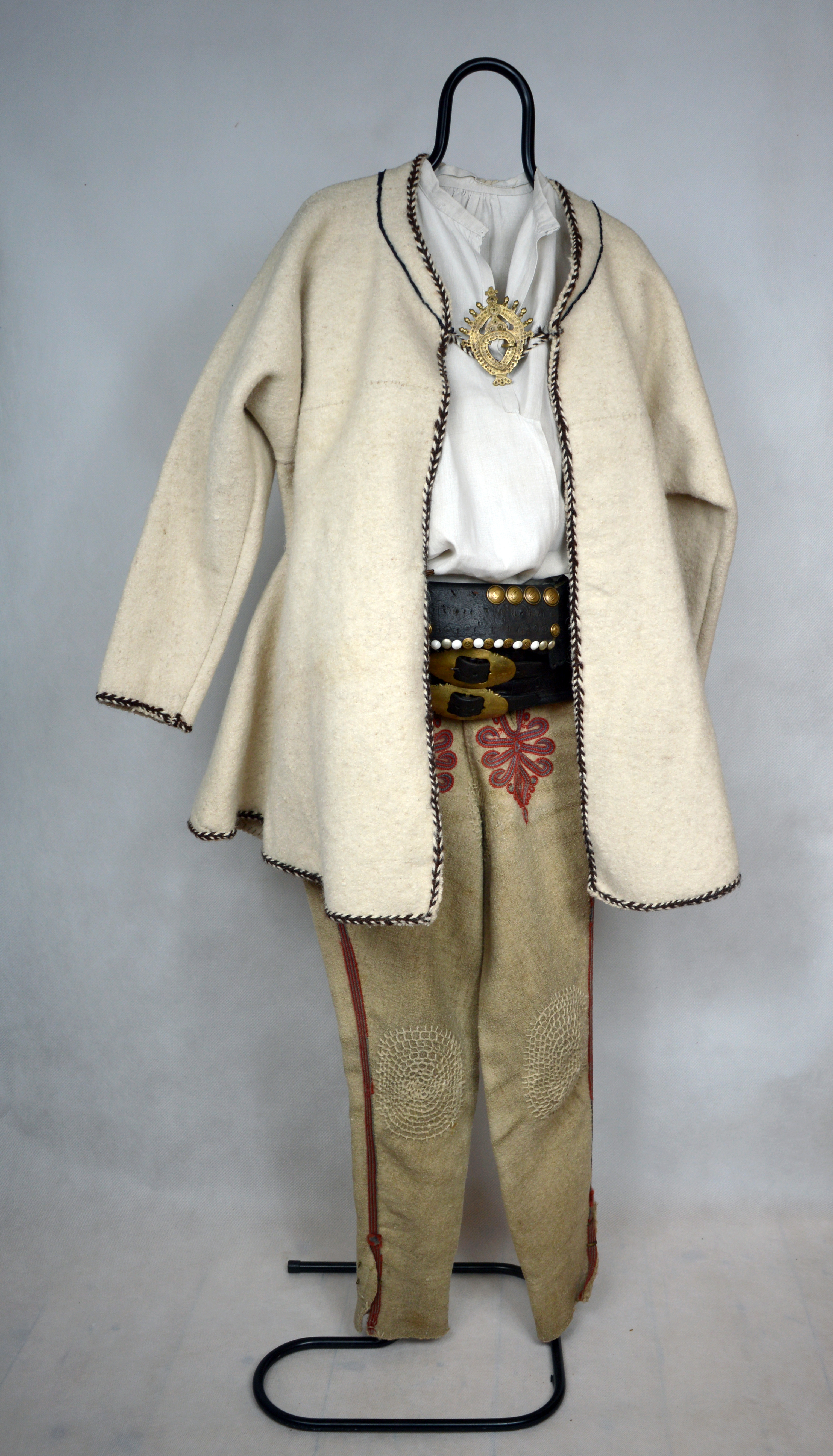
Tradycyjny strój męski górali podhalańskich – przód, z kolekcji Muzeum Tatrzańskiego w Zakopanem
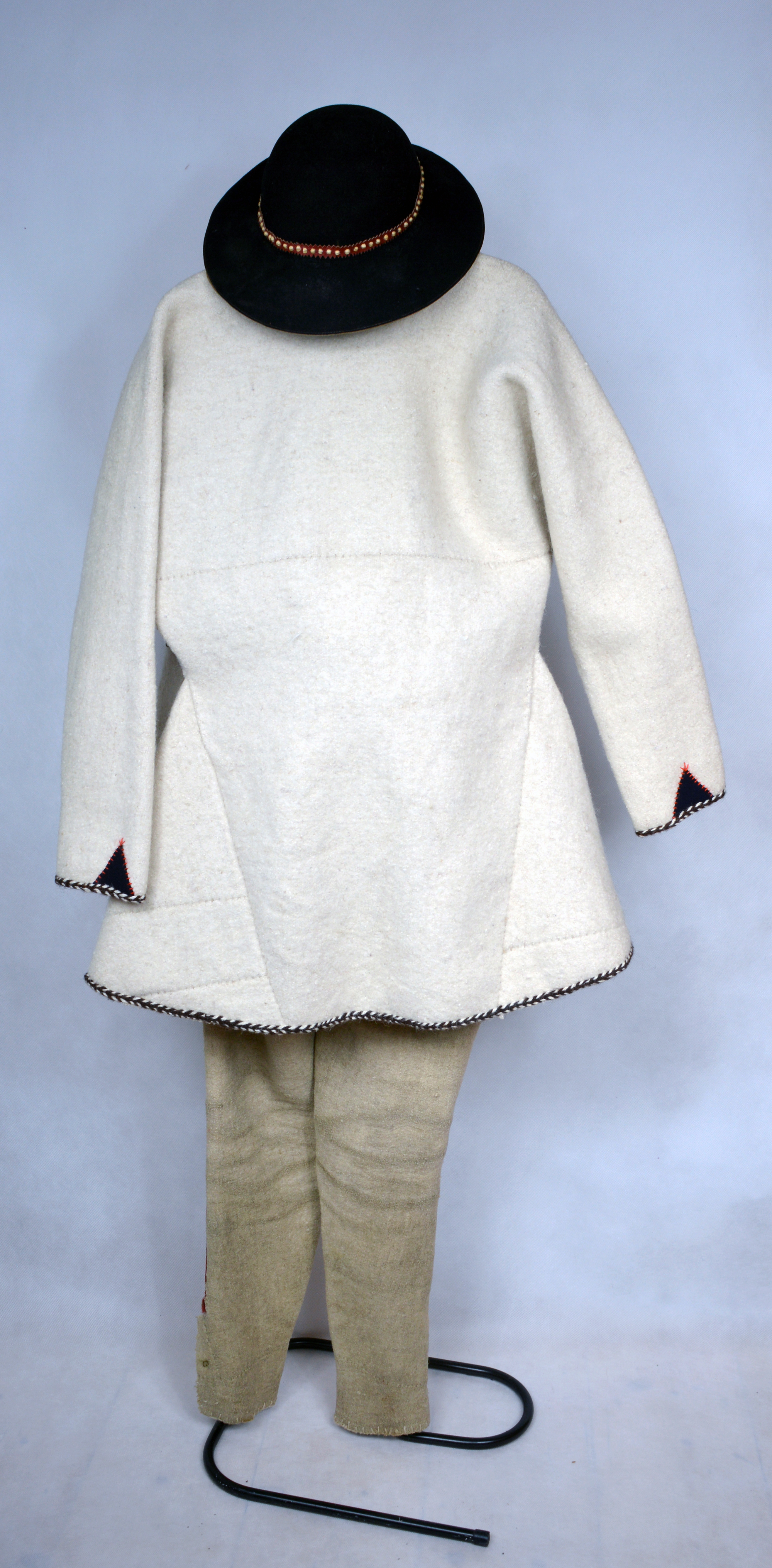
Tradycyjny strój męski górali podhalańskich – tył, z kolekcji Muzeum Tatrzańskiego w Zakopanem
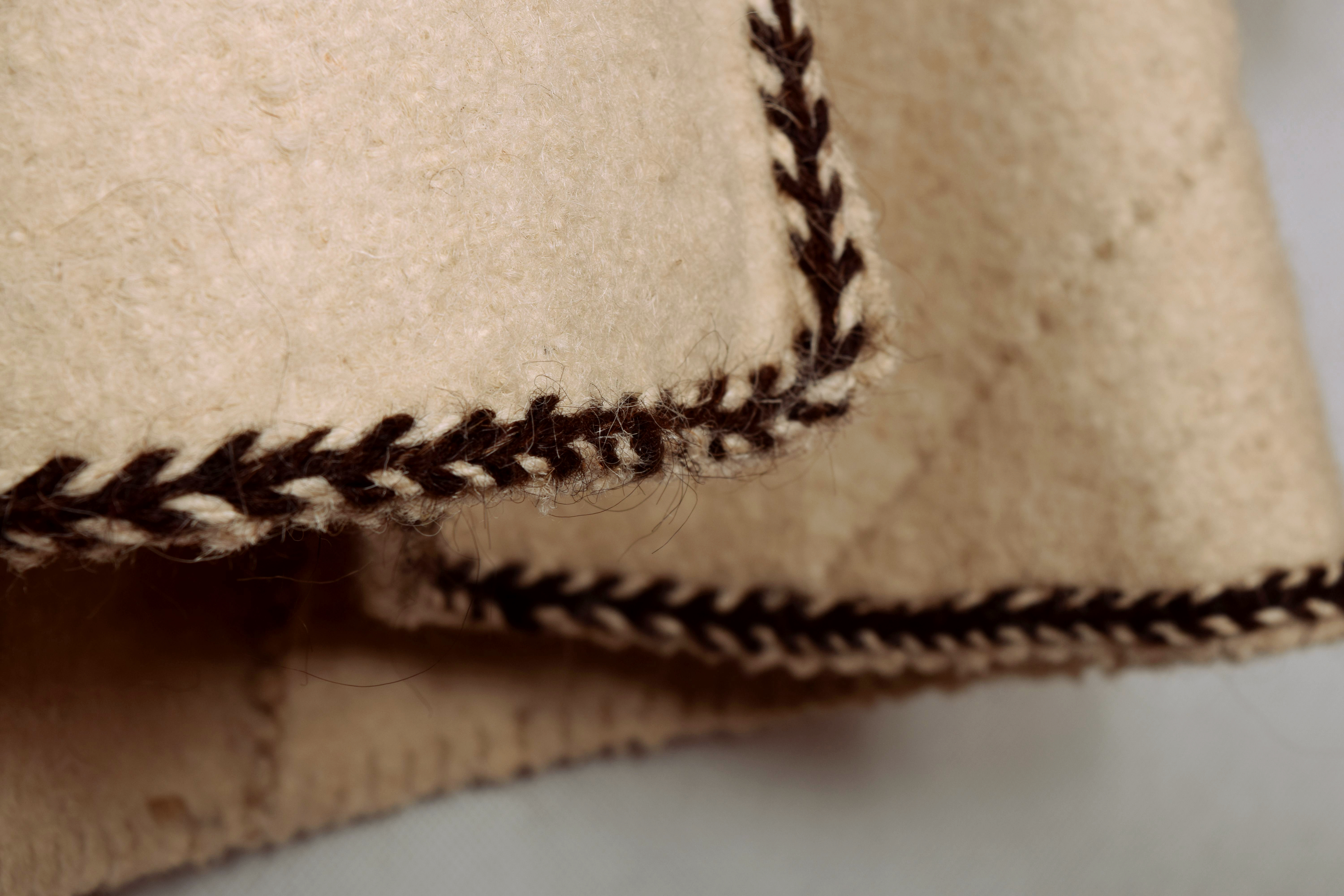
Cuha podhalańska – detal (1935)
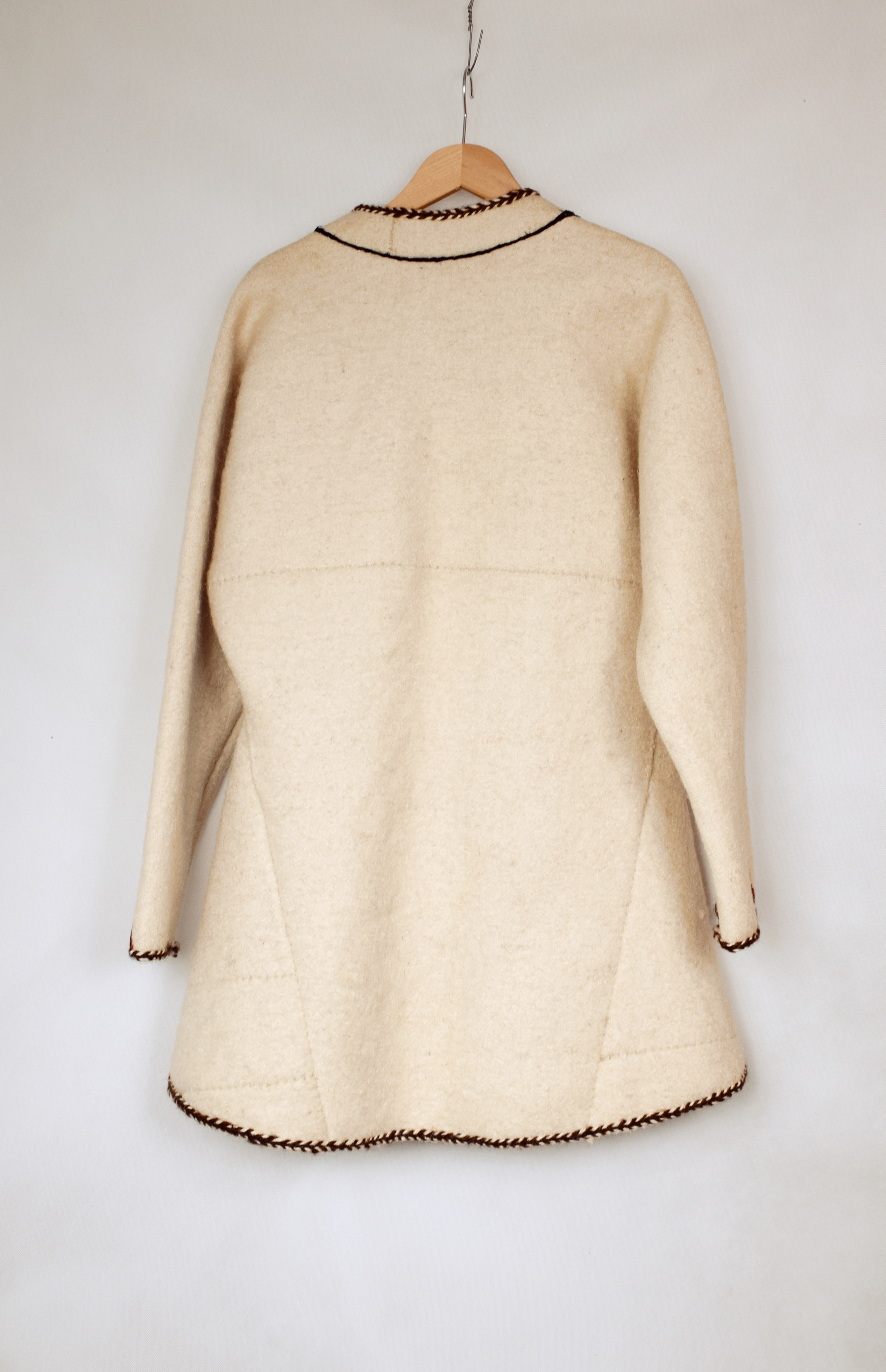
Cuha – tył (1935)
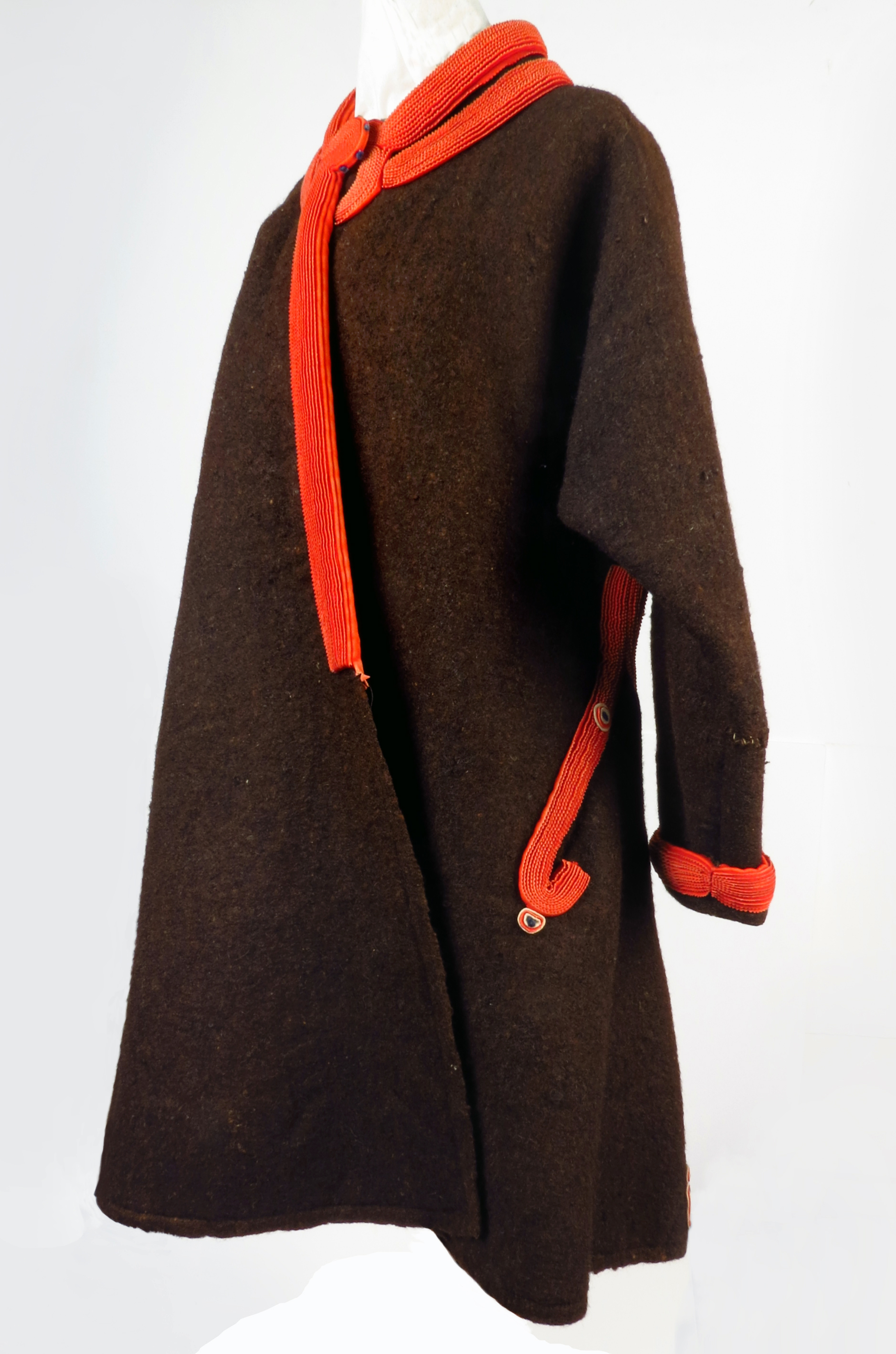
Gunia góralska, kolekcja Państwowego Muzeum Etnograficznego w Warszawie
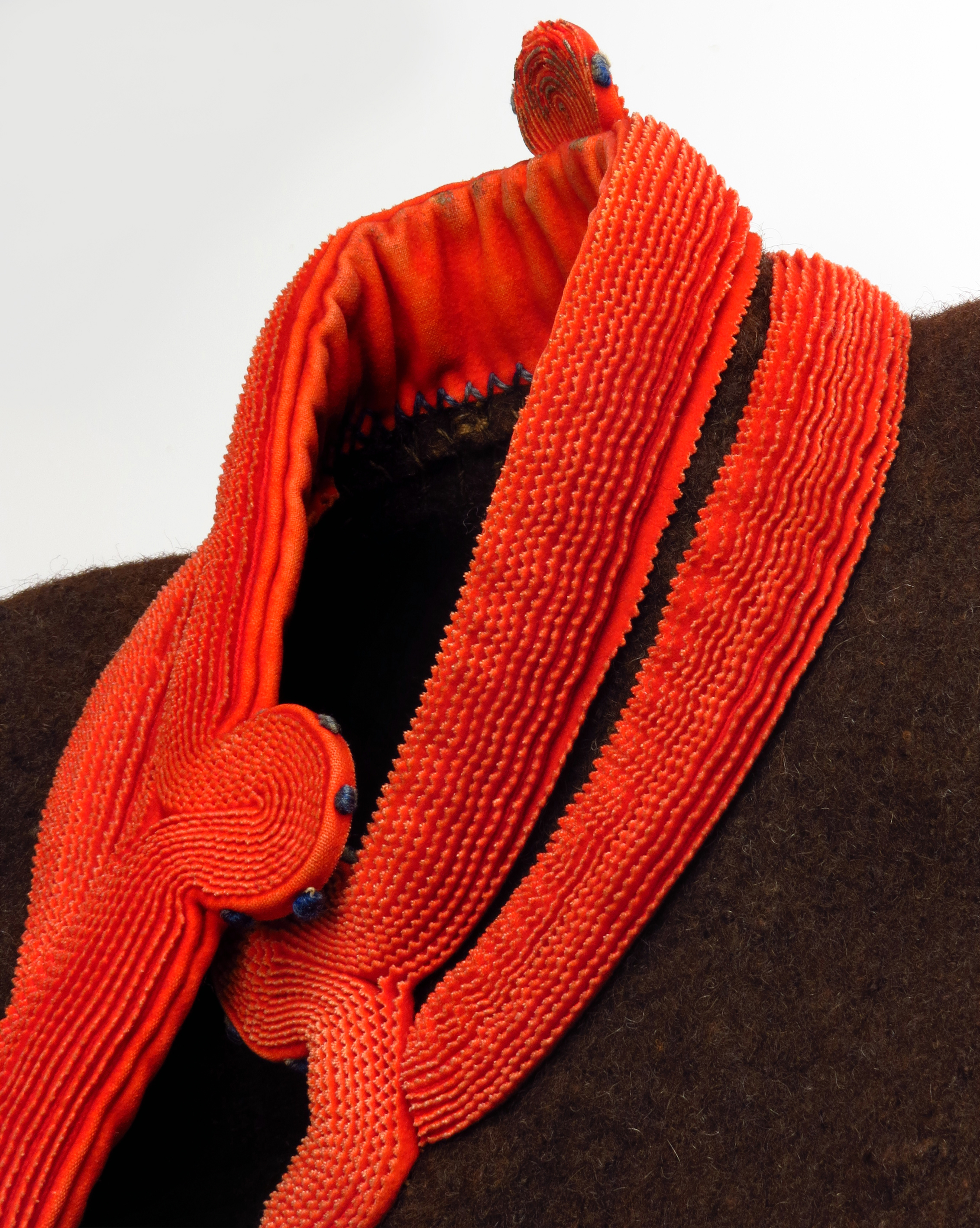
Gunia – detal
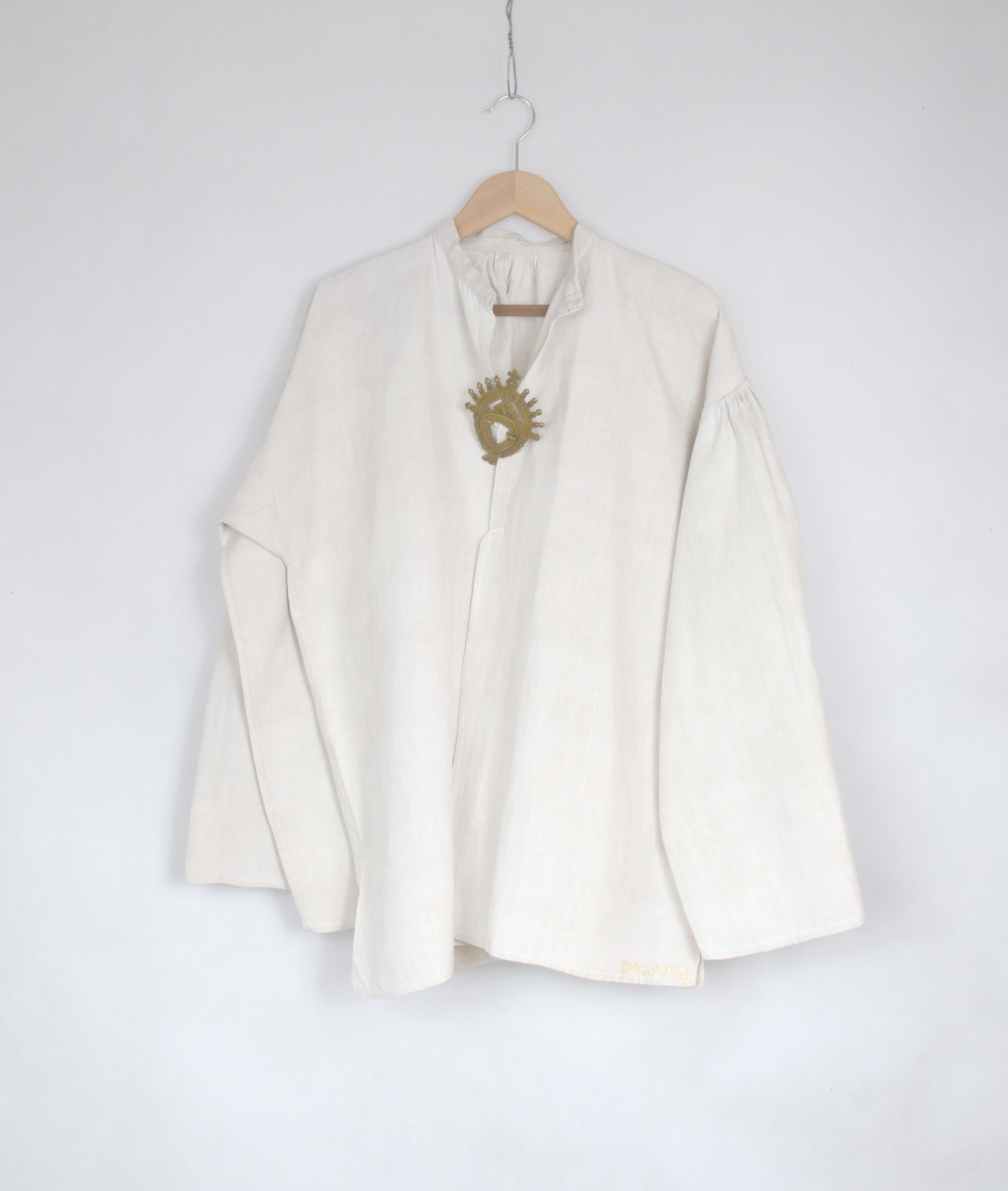
Koszula
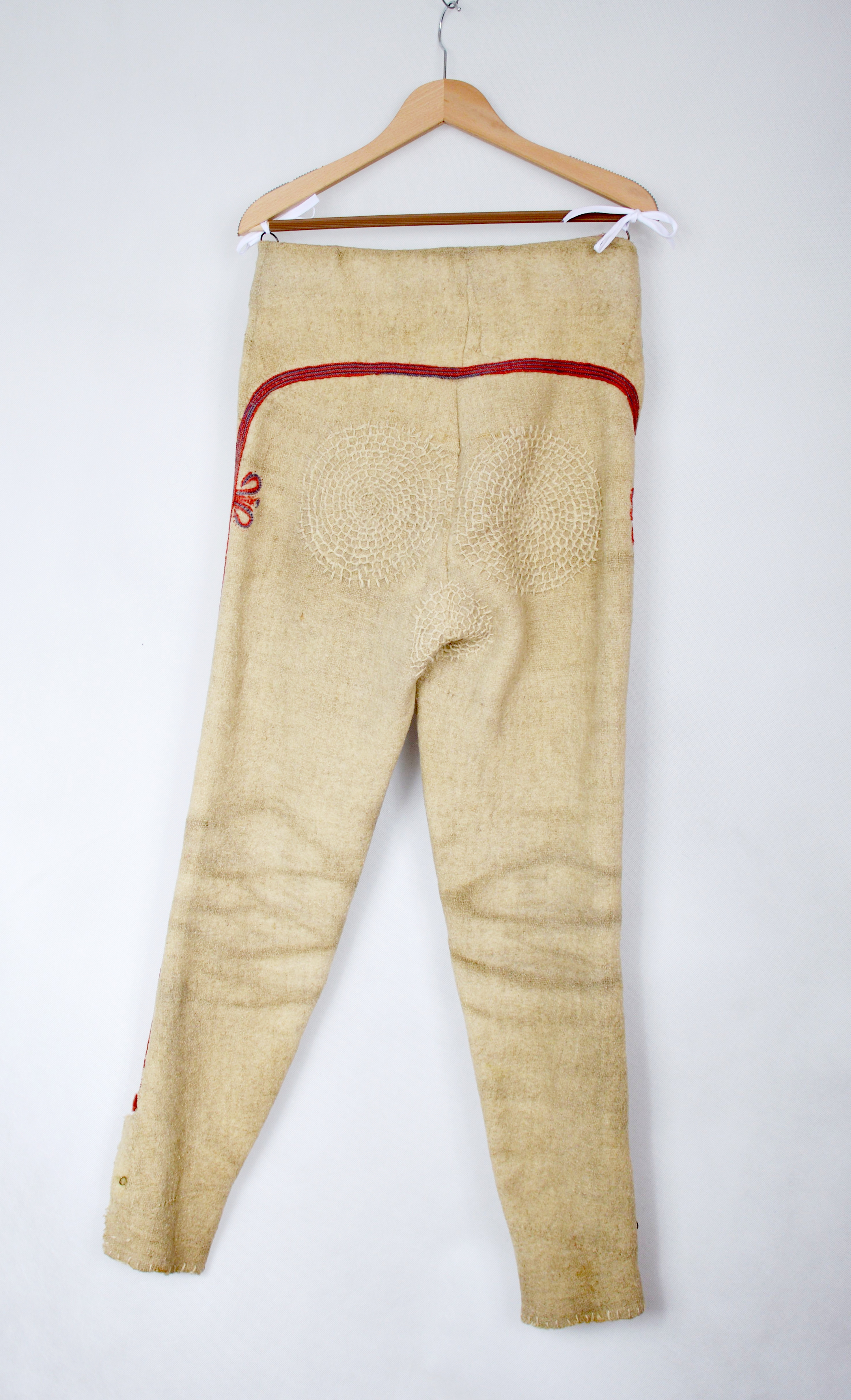
Portki – tył

## Strój kobiecy

### Nakrycia głowy[7]
Archaicznym nakryciem głowy była zawiązka – prostokątny płat płótna 35x200 cm. W połowie XIX wieku zastąpiły je chusty czepcowe, wywiązywane nad czołem w węzeł. Dużą popularnością cieszyły się chusty z jednobarwnej wełny kaszmirowej – kaźmierkule, a także droższe, jedwabne chusty – jedwobki. Chusty te ozdabiano wzdłuż brzegów siatką z wyplatanych ręcznie jedwabnych nici. Góralki używały dużych chust naramiennych – odziewacek. Archaiczną formą nakrycia stroju odświętnego był rańtuch o wymiarach 75cm x 200cm. W okresie międzywojennym pojawiły się fabryczne, wełniane chusty popularne w całej Polsce tzw. Odziewacki. Posiadały zazwyczaj kraciasty deseń i zakończone były frędzlami. Chusty te, podobnie jak grubsze od nich barankule składano w trójkąt i noszono zarzucone na ramiona. Góralki używały żakardowych fabrycznych chust imitujących szale kaszmirskie, które zwano solami tureckimi. Największą popularnością cieszyły się chusty z cienkiej wełny tybetowej w kwieciste wzory tzw. sole. 

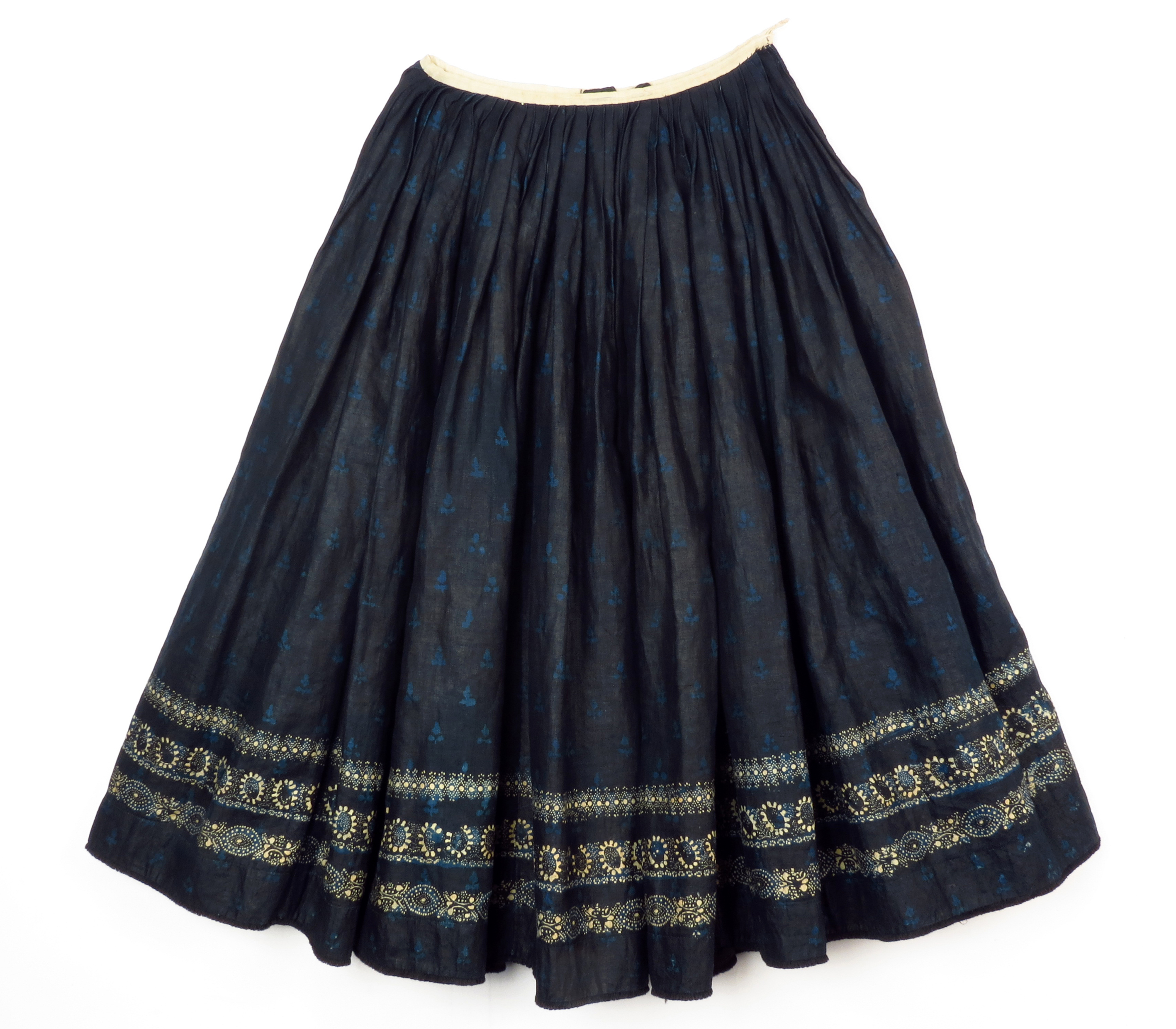
Spódnica, Podhale, kolekcja Państwowego Muzeum Etnograficznego w Warszawie

### Koszule, bluzki i kaftany
Podstawowa była przez dziesiątki lat koszula lniana (tzw. omiesna), sięgająca do połowy łydek, z rozporkami z boku, prostymi rękawami, lekko marszczonymi na ramieniu, z tzw. ćwiklami pod pachami (wszyte kliny z kwadratowych kawałków płótna) z przodem przeciętym do połowy i wąskim kołnierzykiem zapiętym na szklany guzik.
Koszule do początku XX wieku szyte były z płótna, posiadały krój przyramkowy. Bluzki i kaftany były noszone przez starsze kobiety, były często zdobione sutaszem i koronkami. Zastąpiły je koszule o kroju ponczo podłużnego. Haft zdobiący koszule ewoluował, był to zazwyczaj haft atłaskowo dziurkowy, który przez pracochłonność uważany był za elitarny. W latach dwudziestych XX wieku upowszechnił się haft maszynowy, który zdominował zdobnictwo koszul. W tym samym czasie pojawiły się tzw. bluzki ukraińskie, były bogato zdobione haftem w kształcie kwiatów róży i maków. Po II wojnie światowej pojawiły się nylonowe bluzki w kolorach różowym, żółtym i niebieskim.

### Gorset

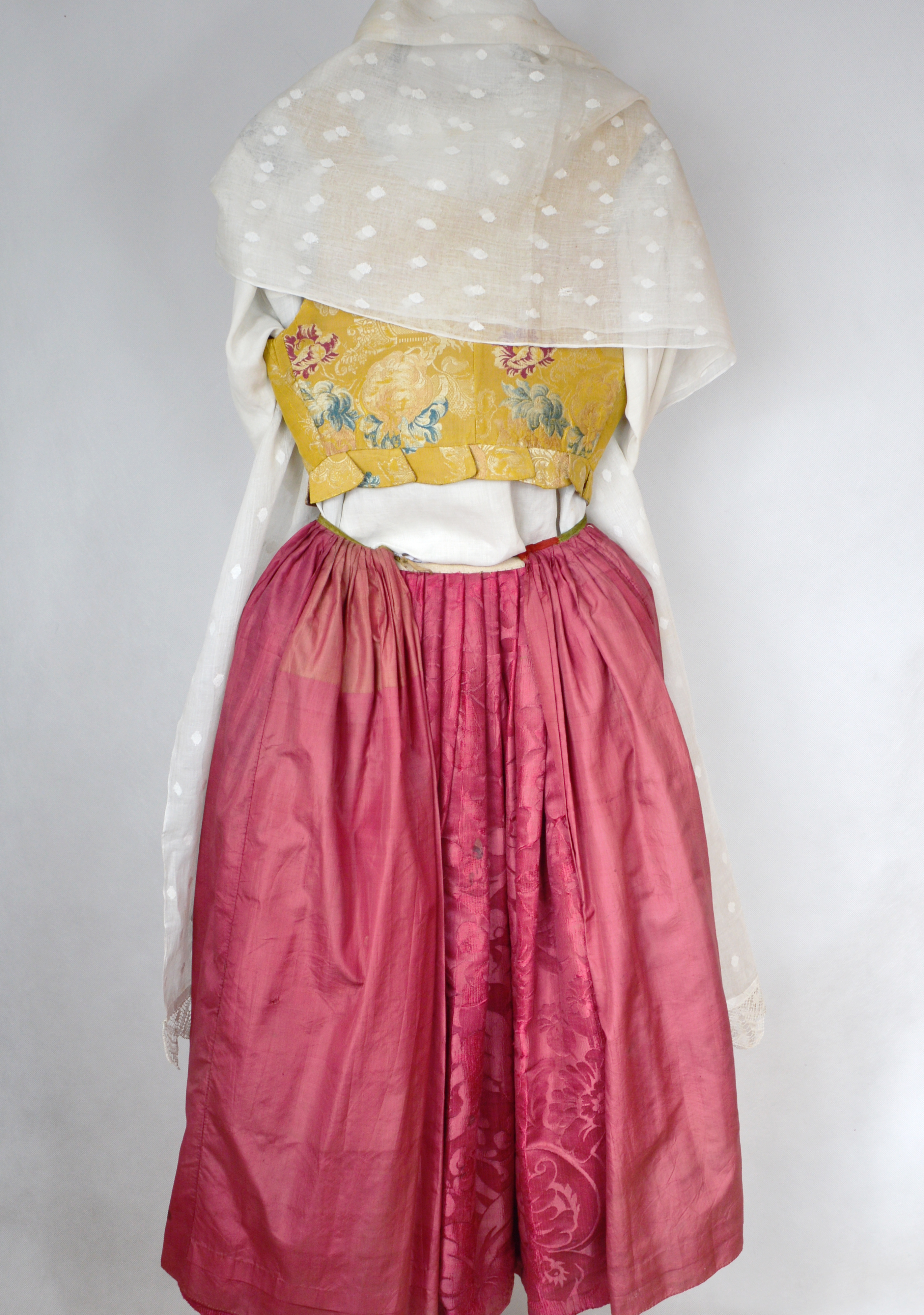
Kobiecy strój podhalański – Podhale XIX wiek- tył, kolekcja Muzeum Tatrzańskiego w Zakopanem.

Gorsety szyto z płótna, perkali, a także z tkanin brokatowych i jedwabnych. W latach 20. zaczęto dekorować gorsety haftem i cekinami. Na Podhalu w drugiej połowie XIX wieku pojawia się moda na ozdabianie gorsetów stylizowanymi przedstawieniami ostu i szarotki. Największa popularność tego motywu przypada na początek XX wieku. Wraz z modą na „styl krakowski” zaczęto do podhalańskich gorsetów doszywać błyszczące cekiny i szklane koraliki. Pod koniec XIX wieku za sprawą mody miejskiej pojawiły się katanki, które naśladowały spacerowe żakiety. Szyto je z tkanin kupnych, pluszu, aksamitu. Katanki były szyte w Nowym Targu. Popularnością cieszyły się także kaftany tzw. kabotki z cajgu na barchanowej podszewce.

### Spódnica
Spódnice noszone do pracy wykonywano z samodziałowego płótna, odświętne z wzorzystych perkali, taft i adamaszków. W 2. połowie XIX wieku dużą popularnością cieszyły się tzw. farbonice z płótna barwionego indygo: te ręcznie farbowane i drukowane spódnice były noszone na Podhalu zarówno od święta, jak i na co dzień od lat 40. XIX wieku. Przełom XIX i XX wieku to okres popularności wełnianych tkanin tybetowych, drukowanych w kwiatowy deseń.

### Buty
Podstawowym obuwiem były kierpce, kobiety zakładały do nich dziergane „pońcochy” – rodzaj skarpet. Od święta kobiety nosiły buty z wysoką podeszwą w kolorach żółtych i czerwonych. W zimę popularnymi butami były kapce –buty z wysoką, sukienną cholewą. Obecnie kapce posiadają rozcięcie z tyłu cholewy i paski z klamrami.

### Biżuteria
Dopełnieniem stroju świątecznego były korale z prawdziwego korala. Obok ciemnoczerwonych dużą popularnością cieszył się koral różowy. Imitacją prawdziwego korala były szklane paciorki, a także korale chlebowe, wykonane z gnieciucha chlebowego i jaskrawo malowane.

## Galeria

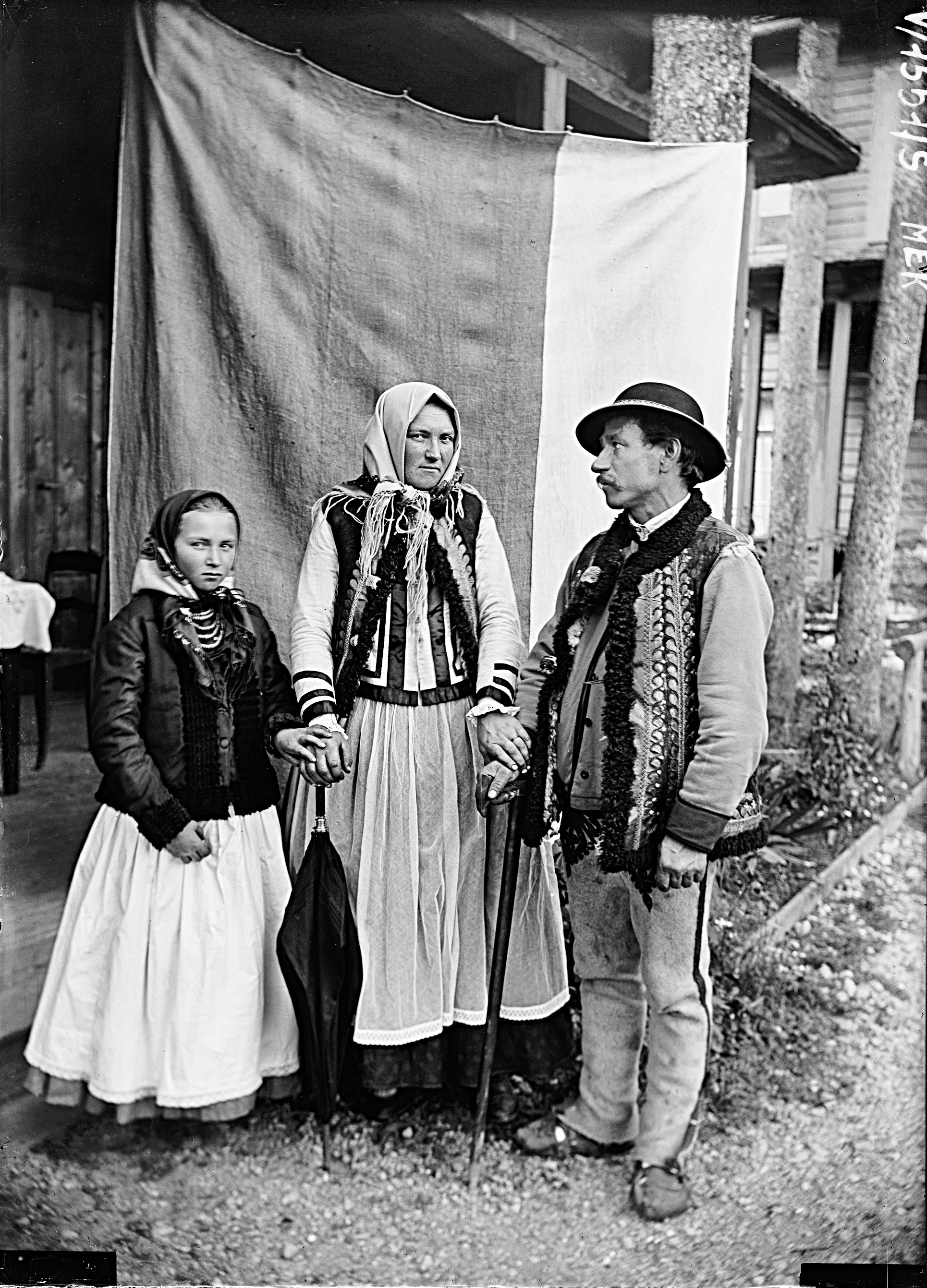
Rodzina góralska, koniec XIX wieku
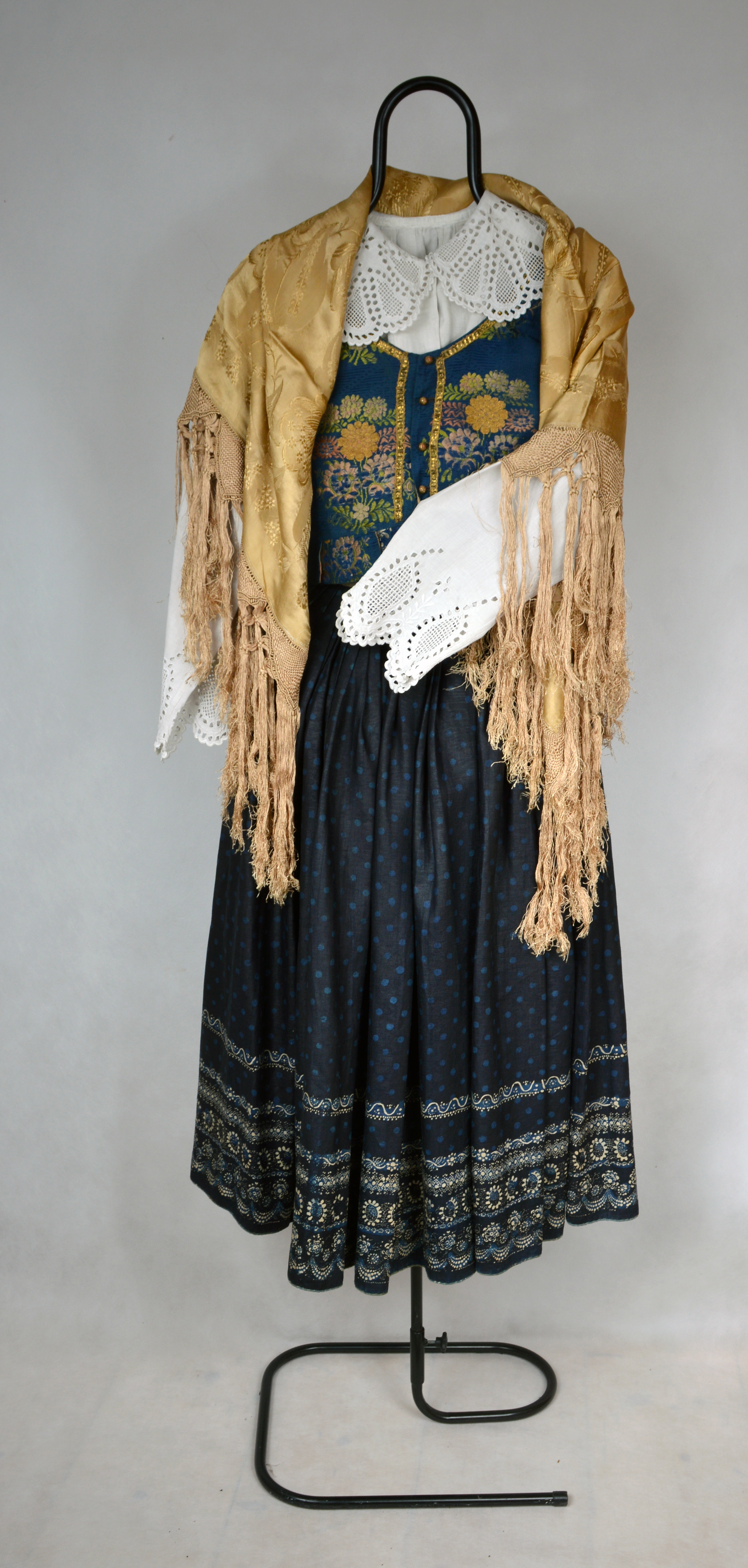
Strój kobiecy – Podhale, kolekcja Muzeum Tatrzańskiego w Zakopanem
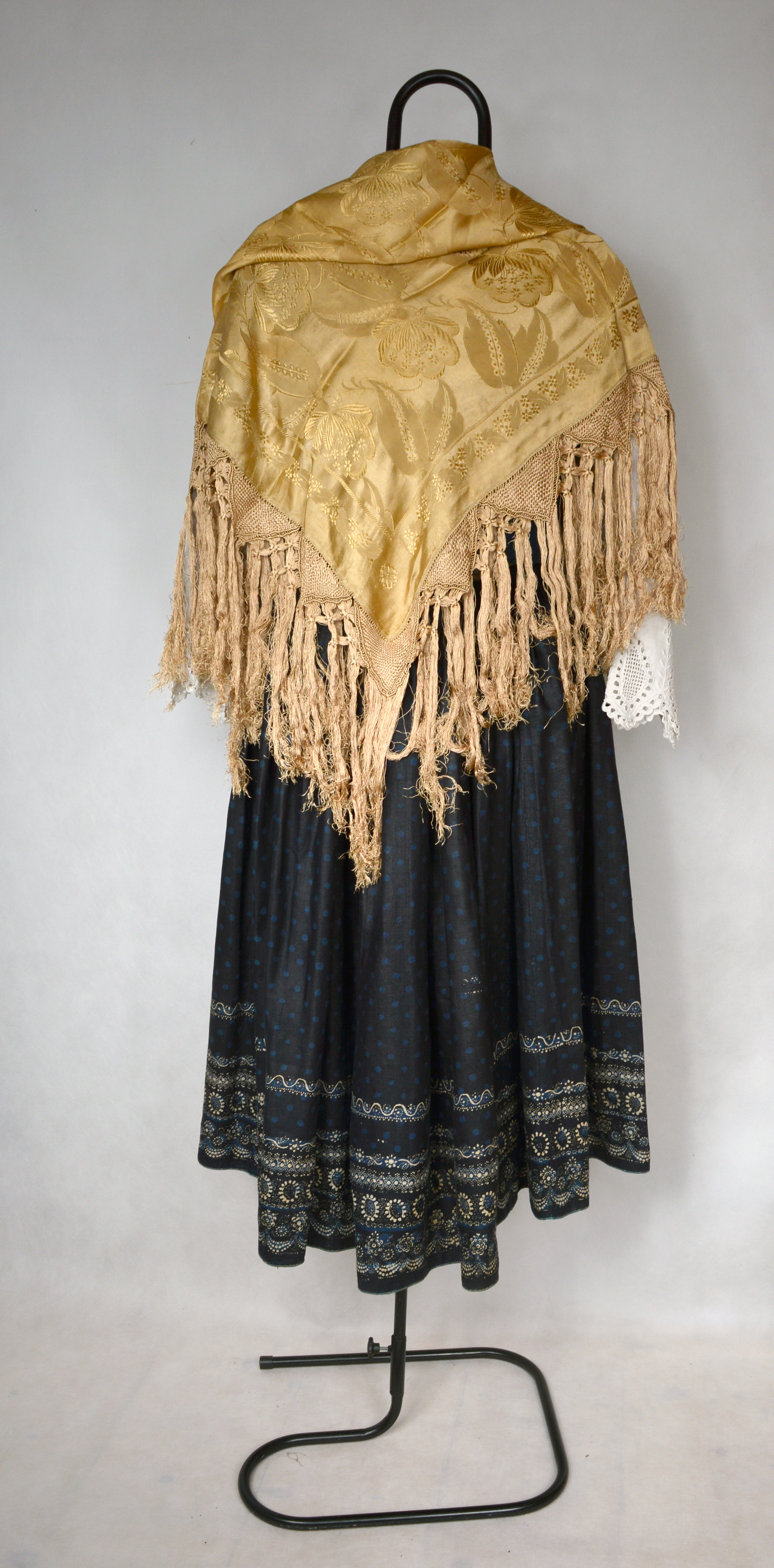
Strój kobiecy
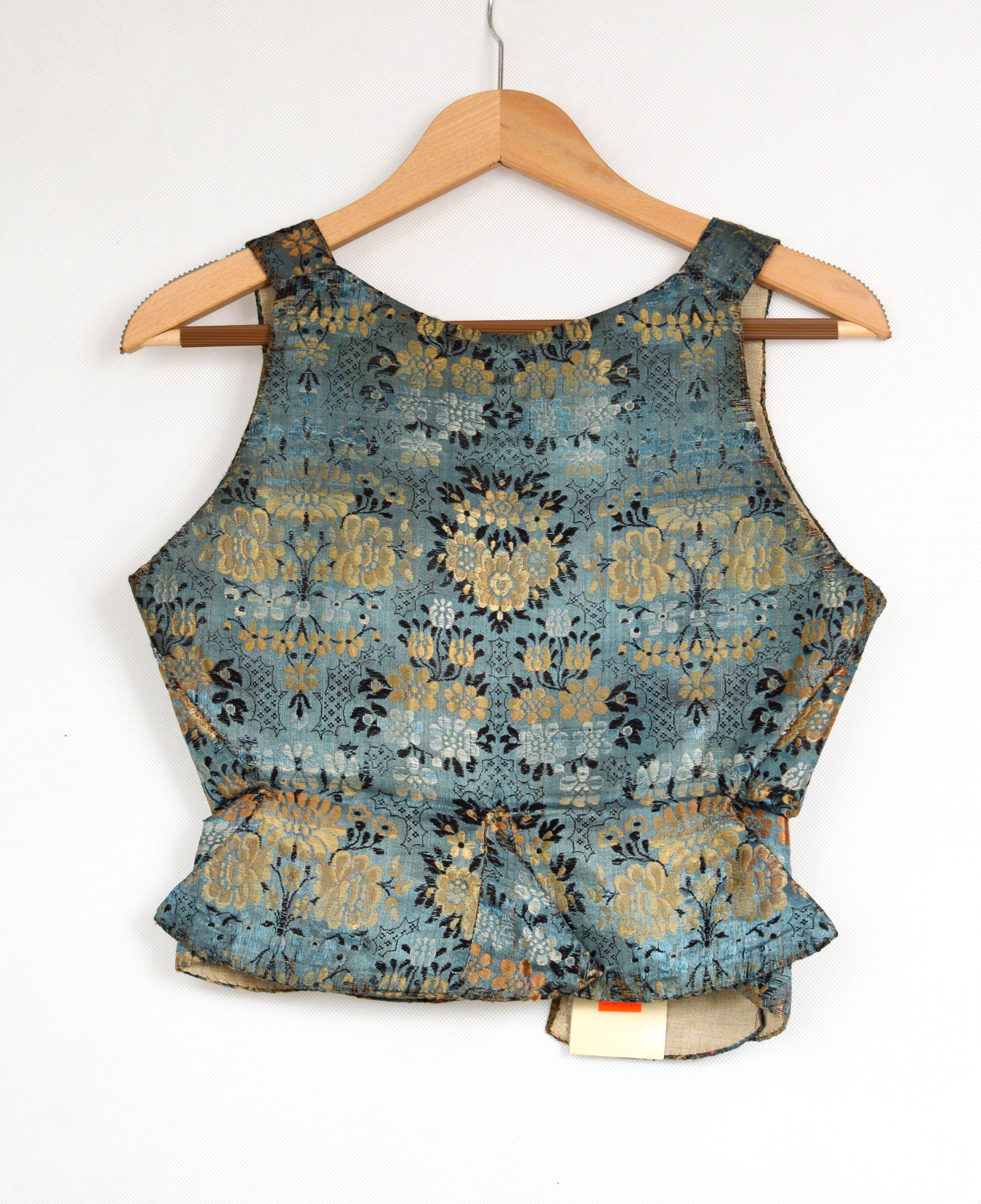
Gorset, XIX wiek, tył, Podhale. Z kolekcji Muzeum Tatrzańskiego
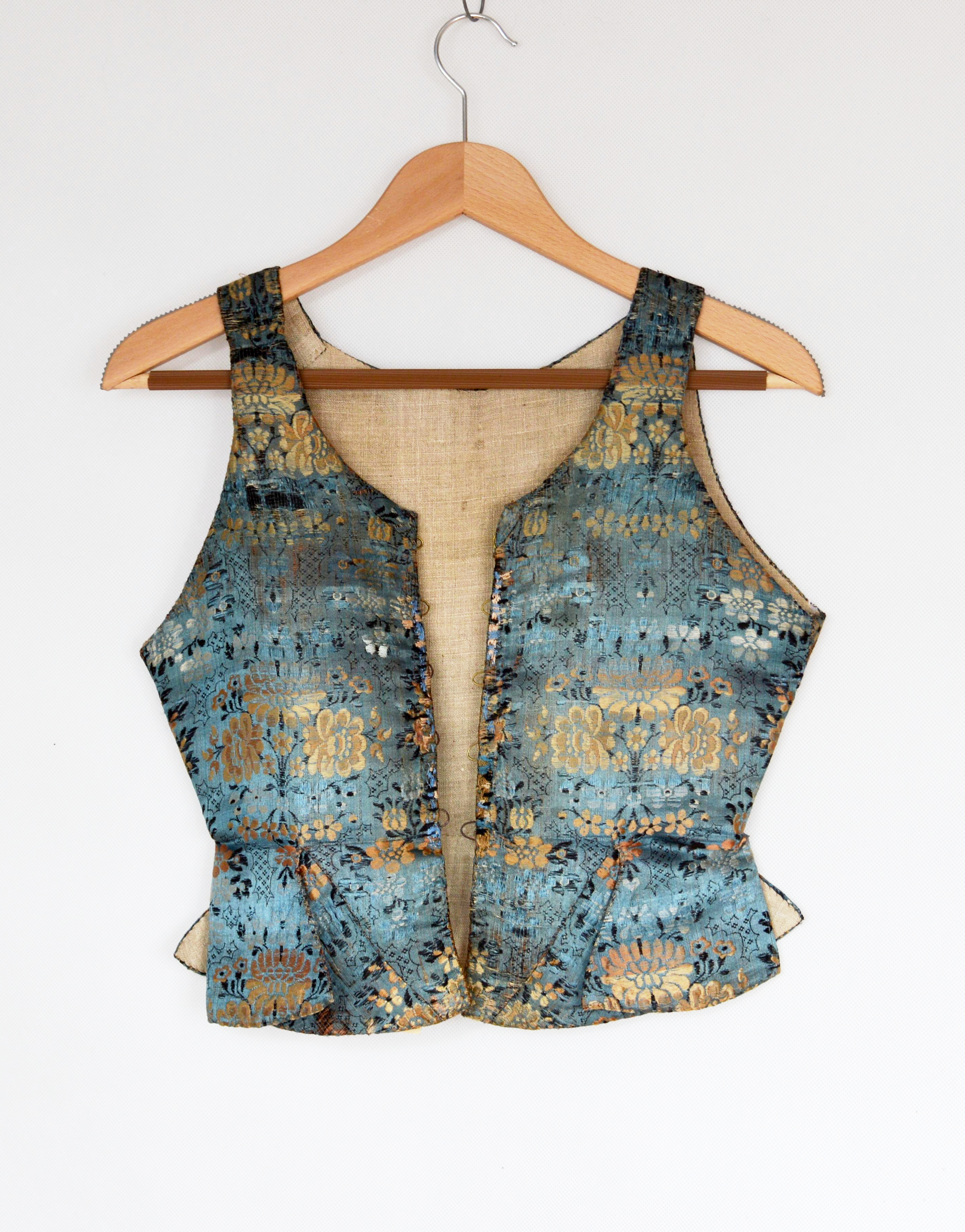
Gorset, XIX wiek, przód, Podhale. Z kolekcji Muzeum Tatrzańskiego
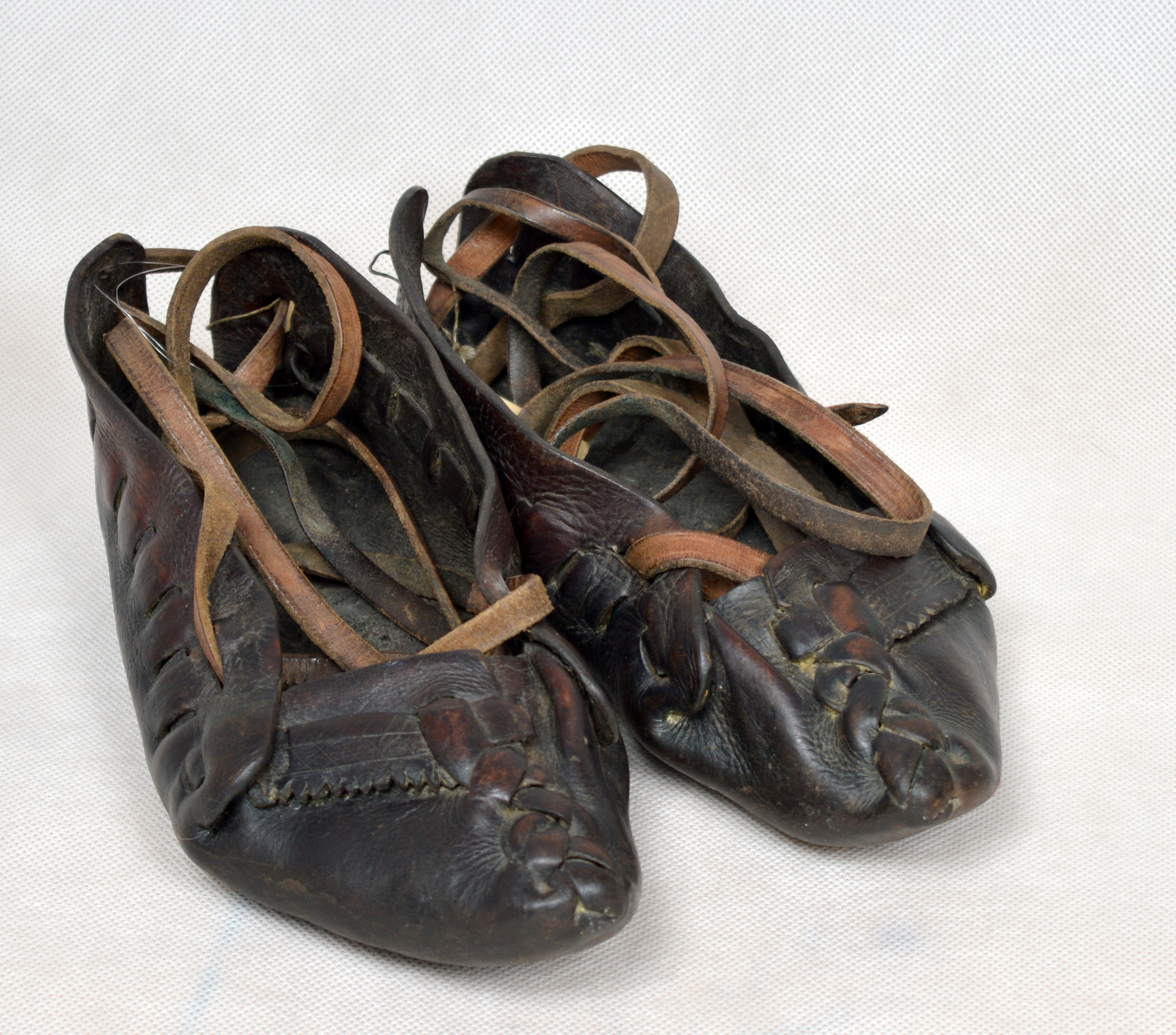
Kierpce damskie -a
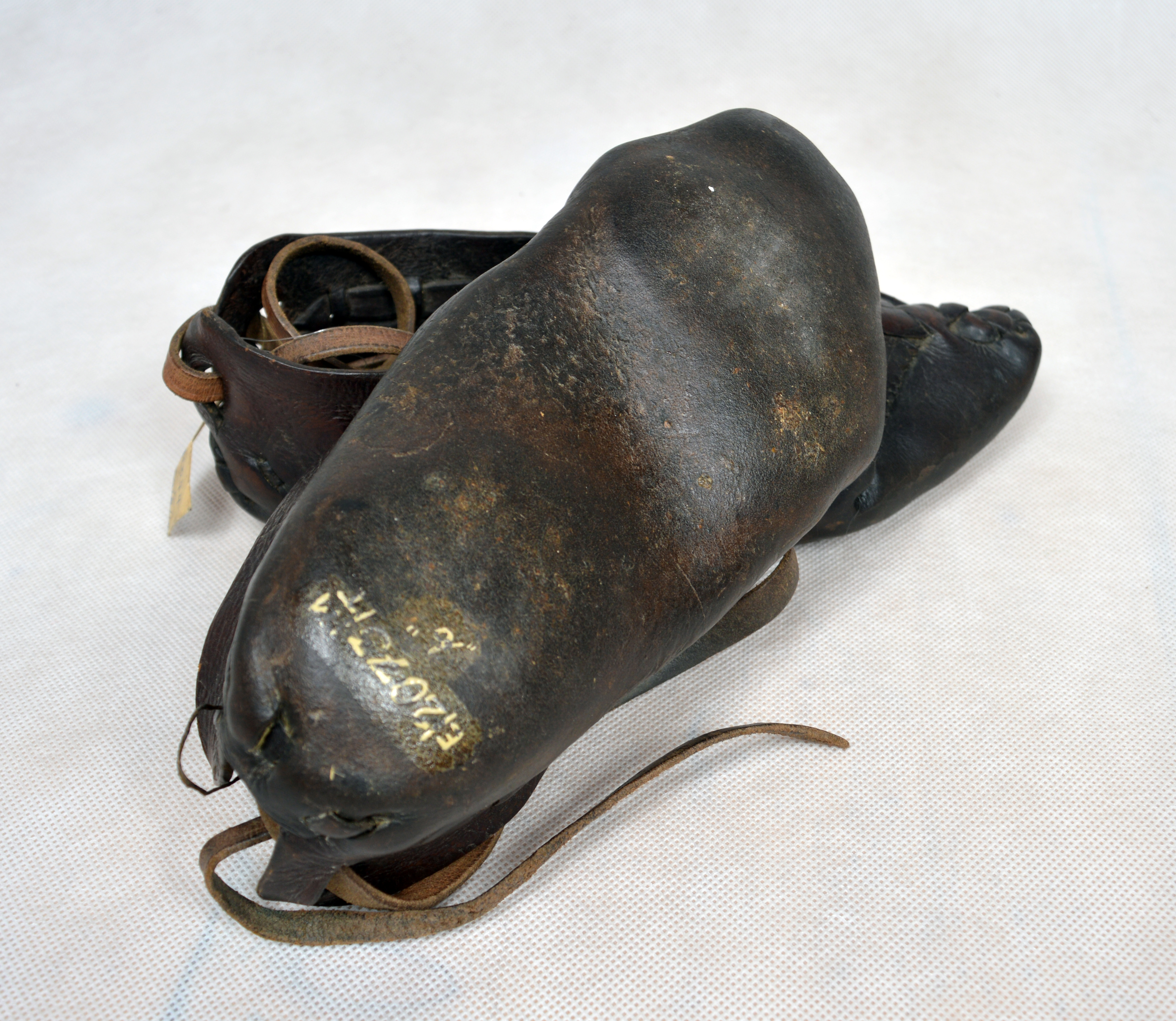
Kierpce damskie -b
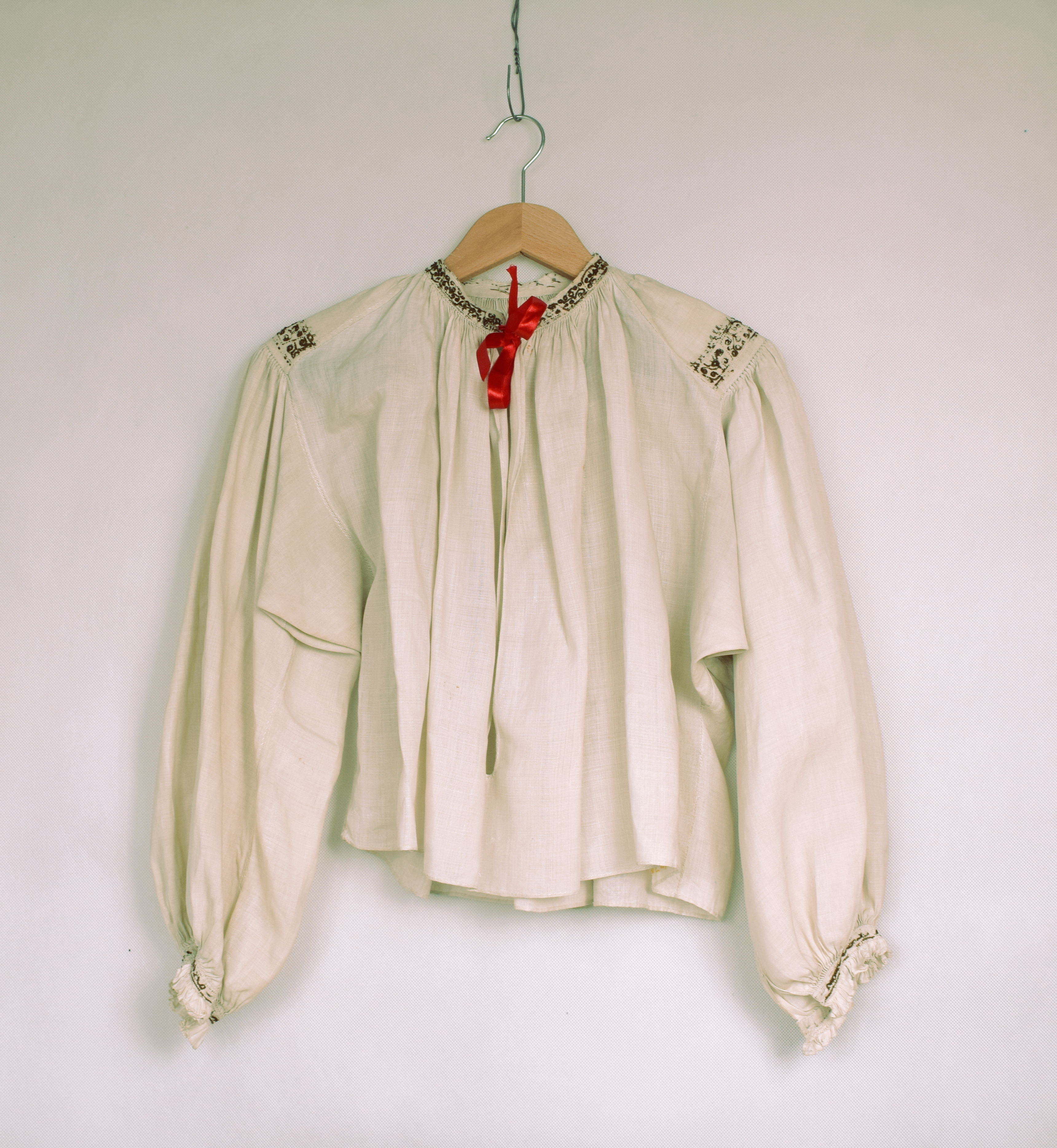
Koszula damska – XVIII/XIX w.
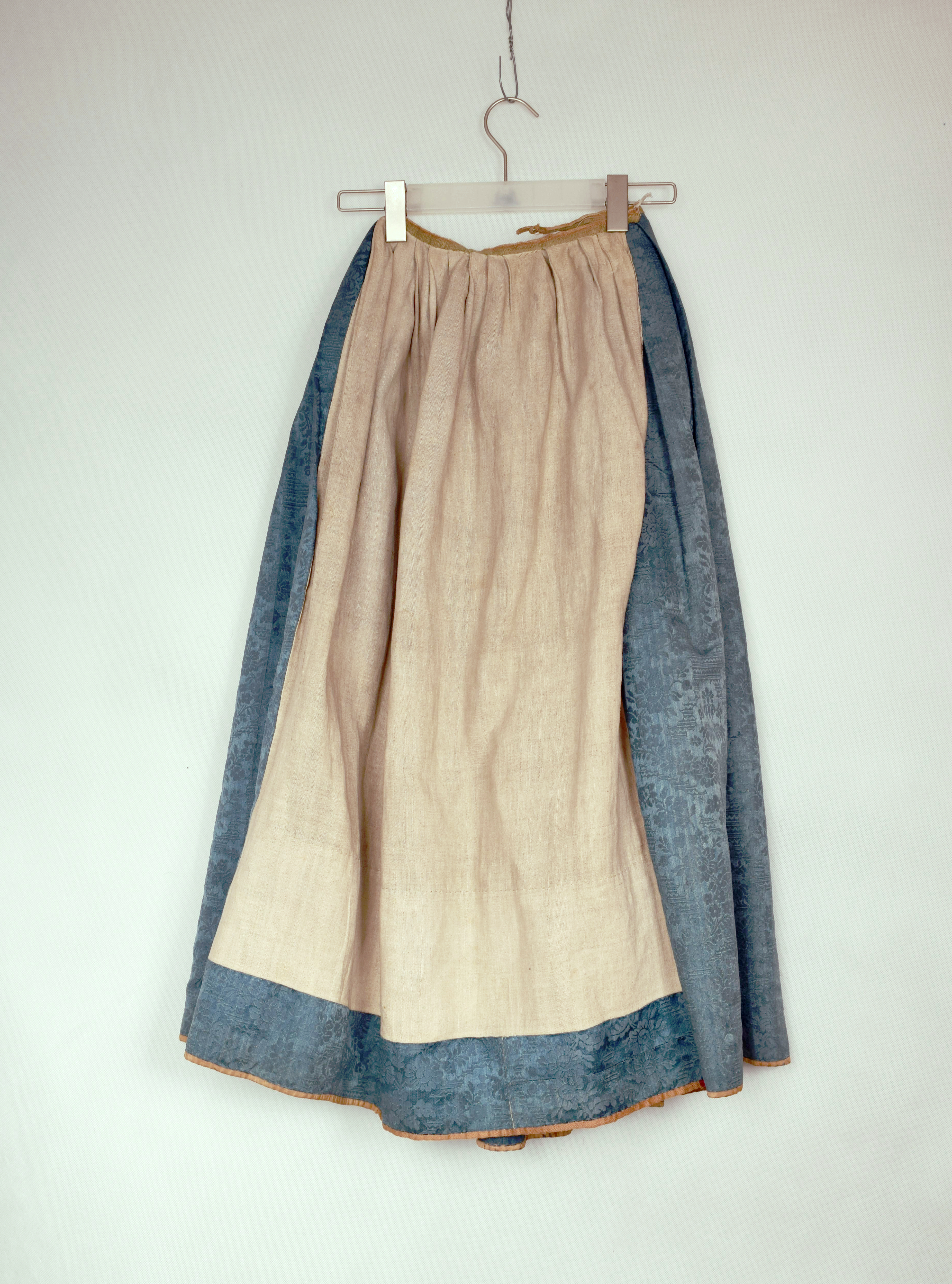
Spódnica, koniec XVIII w. – przód
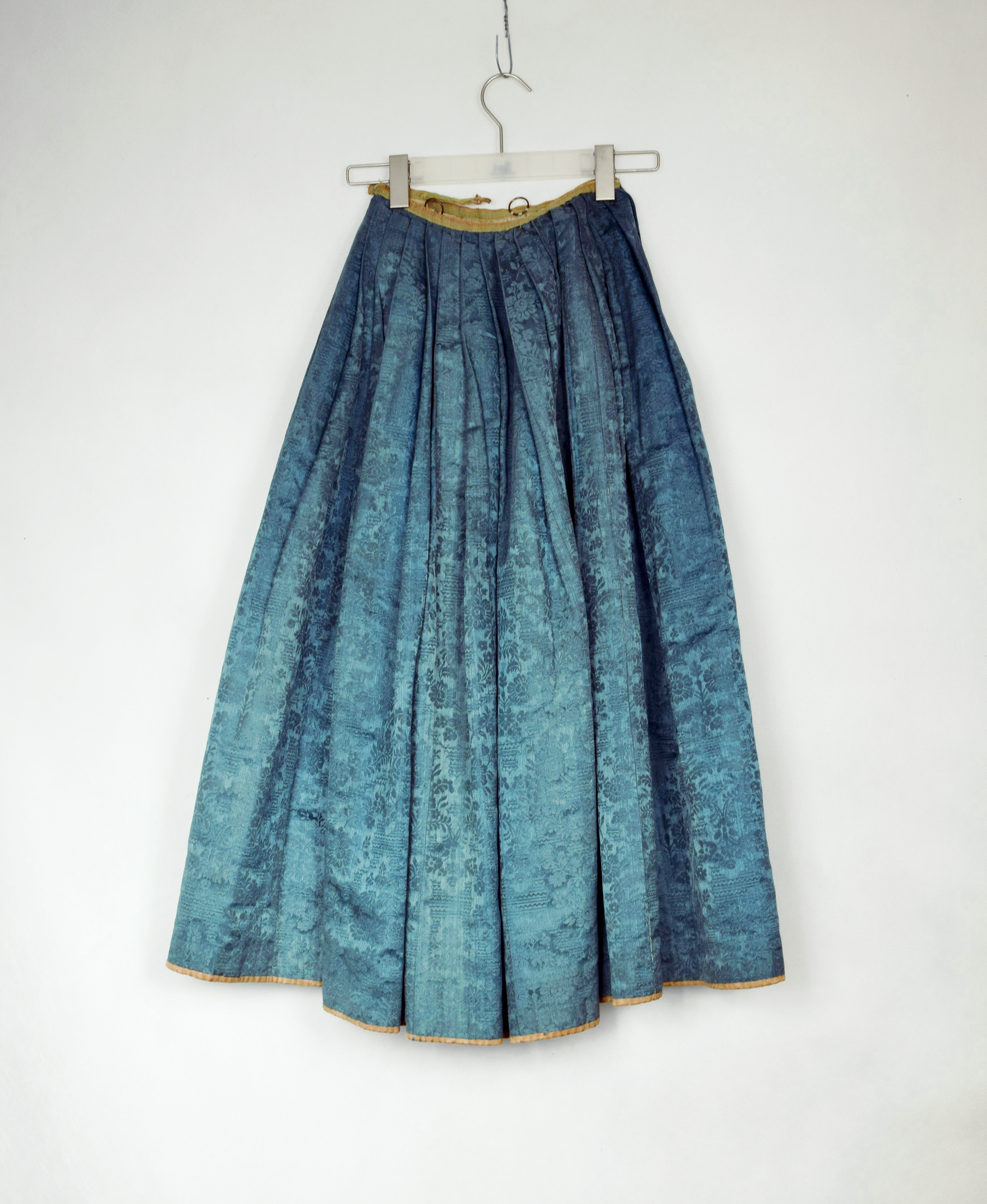
Spódnica – koniec XVIII w., tył.